# Numero semiperfetto primitivo
In matematica, un numero semiperfetto primitivo (chiamato anche numero primitivo pseudoperfetto, numero semiperfetto irriducibile o numero pseudoperfetto irriducibile) è un numero naturale semiperfetto che non ha alcun divisore proprio semiperfetto.
I numeri semiperfetti primitivi più piccoli sono 6, 20, 28, 88, 104, 272, 304, 350, ... (sequenza A006036 dell'OEIS).
Esistono infiniti numeri semiperfetti primitivi dispari (il più piccolo è 945).